# Híres nagyváradiak listája
Ez a lista a Nagyváradon született vagy a városhoz tevékenységük kapcsán kötődő híres embereket tartalmazza.

## Itt születtek
- Abet Ádám (1867–1949) költő
- András László (1910–1981) festőművész
- Antal Ferenc (1933–2019) nyomdász, újságíró
- Ádám György (1922–2013) Széchenyi-díjas orvos, pszichofiziológus, egyetemi tanár, az MTA rendes tagja
- Árvay Zsolt (1935–) kutató vegyészmérnök
- Bajor Andor (1927–1991) író
- Bakonyi Károly (1873–1926) író, színműíró, a Bob herceg, a János vitéz, a Tatárjárás, valamint a Mágnás Miska című operettek szövegkönyvének írója
- Balogh „Joe” József (1954–) jazzgitáros, zeneszerző, író, koncertszervező
- Baróthy Károly (1846–1944), az amerikai polgárháború katonája
- Baróthy László (1821–1885) honvéd őrnagy, ügyvéd, köztisztviselő
- Bartovics József (1935–2005) festő, mozaikművész
- Bálint Péter (1950–) színművész
- Báthory Gábor (1589–1613) erdélyi fejedelem; itt ölték meg saját hajdúi
- Báthory Zsigmond (1572–1613) erdélyi fejedelem
- Bencze Ferenc (1924–1990) Balázs Béla-díjas (1985) színész
- Benda Kálmán (1913–1994) történész, az MTA tagja
- Benedek Ferenc (1900–1944) orvos és író
- Beöthy Ödön (1796–1854), Erdély 1848-as kormánybiztosa, Bihar vármegye alispánja, országgyűlési követ (utcát is neveztek el róla)
- Berkesy László (1897–1967) orvos, belgyógyász, röntgenológus, egyetemi tanár
- Boér Antal (1950–) informatikus
- Boka László (1974–) irodalomtörténész, kritikus, egyetemi oktató
- Boross Vilmos (1859–1904) hírlapíró, MÁV-tisztviselő
- Bozóky László (1911–1995) sugárfizikus, mérnökfizikus, az MTA rendes tagja
- Böhm Pál (1839–1905) festőművész
- Csanda Endre (1923–2015) neurológus, a Semmelweis Egyetem Neurológiai Klinikájának igazgatója, professzor emeritus[1]
- Csatlós Attila Zsolt (1988–) labdarúgó-játékvezető
- Cseke Péter (1953–) Jászai Mari-díjas színész, rendező, színházigazgató, egyetemi tanár
- Cseke Sándor (1924–2006) színész
- Csengery Antal (1822–1880) történetíró, a Magyar Tudományos Akadémia másodelnöke, a Magyar Földhitelintézet igazgatója, országgyűlési képviselő, a Kisfaludy Társaság tagja (utcát is neveztek el róla)
- Csengery Imre (1819–1875) országgyűlési képviselő, Csengery Antal bátyja
- Csire József (1926–2011) zeneszerző, egyetemi tanár
- Dajka Margit (1907–1986) Kossuth-díjas színművésznő
- Dutka Ákos (1881–1972) költő, író, szerkesztő, újságíró, a Holnaposok egyike
- Diósy Ödönné sz. Brüll Adél (1872–1934), Ady múzsája, "Léda"
- Edelmann Menyhért (1862–1943), Ady kezelőorvosa
- Fehérvári Attila (1956–) matematikus, közgazdász
- Fényes Alice (1918–2007) színművésznő
- Fényes Szabolcs (1912–1986) Erkel Ferenc-díjas zeneszerző
- Flór Ferenc (1809–1871), a „legmagyarabb magyar orvos”
- Galántai Tibor (1920–2015) memoáríró
- Grosschmid Lajos (1886–1940) matematikus, egyetemi tanár MTA tag
- Grósz Albert (1819–1901) királyi tanszéki orvos, a nagyváradi Szemkórház igazgatója, 1852 és 1867 között Nagyvárad főorvosa
- Grósz Emil (1865–1941) szemorvos
- Grósz Frigyes (1798–1858) orvos, a szemkórház alapítója 1830-ban szegény vakok számára
- Grünberger Béla (1903–2005) pszichoanalitikus
- Gyalókay Jenő (1874–1945) katonatiszt, hadtörténész, az MTA tagja
- Gyomlay Gyula (1861–1942) klasszika-filológus, bizantinológus, az MTA tagja
- Halmos László (1909–1997) zeneszerző, karnagy
- Hlatky Endre (1895–1957) rádióigazgató, sajtófőnök, szerkesztő
- Horváth Károly (zeneszerző) (1950–2015) előadóművész, zeneszerző
- Hubay Miklós (1918–2011) drámaíró
- Illés József (1934–) újságíró
- Implon Irén (1927–2011) újságíró, szerkesztő
- Iványi Ödön (1854–1893) újságíró, 1891-től a Nagyvárad szerkesztője
- Jakobovits Elemér (1897–1979) újságíró, sportíró
- Juhász Anikó, asszonynevén Schwartz Anikó (1950–), kutató vegyész
- Kabos Endre (1906–1944) háromszoros olimpiai bajnok vívó
- Kemény György (1925–1973) orvos, hisztológus, egyetemi tanár
- Káli László (1946–) költő, földrajzi szakíró, közíró.
- Király Ernő (1945–) jogász, jogszociológus
- Kiss Ida (1902–1936) prózaíró.
- Knézy Jenő (1944–2003) sportriporter, sportújságíró, sportkommentátor
- Komzsik István (1936–) költő, színműíró
- Kozma Miklós (1884–1941) belügyminiszter
- Kőrösi Csaba (1959–) színész
- Lantos-Léderer Ferenc (1891–1934) újságíró, szerkesztő
- Lázár Kati (eredeti neve: Lazarovits Katalin) (1948–) színésznő, rendező
- Levente Péter (1943–) Jászai Mari-díjas (1984) színész, rendező, tanár
- Lőrincz Mátyás (1921–1944) vadászpilóta, őrmester.
- Lőrinczy Jolán (1903–1991) háztartási szakíró
- Lőrinczy Lajos (1902–1977) erdélyi magyar újságíró, író, színi szerző
- Lukács György (1865–1950) jogász, 1895-ben az állami anyakönyvvezetés megszervezője, vallás- és közoktatásügyi miniszter (1905–06), utcát neveztek el róla
- Makai Zsuzsa (1945–1987) sakkozó, újságíró
- Máté Imre (1894–1983) magyar földbirtokos, közgazdász, szakíró, országgyűlési képviselő
- Máté Ottilia világhírű magyarnóta- és operetténekes
- Mátray Erzsébet, álnevén D. Mátray (1936–), újságíró, szerkesztő
- Mertz Károly (1903–1976) piarista szerzetes, pedagógus, pedagógiai szakíró
- Mezey Lajos (1820–1880) festőművész és fotográfus
- Mihalotzy Géza (1825–1864) magyar és amerikai szabadságharcos katonatiszt
- Mihelffy Elvira (1880–) újságíró, költő
- Mikusay József (1873–1947) pedagógus, író, közíró.
- Molnár Lídia (1951–) ornitológus
- Mottl Román (1921–1991) grafikus, festőművész
- Mráz Lajos (1911–?) újságíró, szerkesztő.
- Munkácsi Bernát (1860–1937) nyelvész, finnugrista, turkológus, orientalista, néprajztudós
- Muráti Lili (1914–2003) színművésznő
- Nagy Ilona (1919–2007) írónő
- Nagy Lajos (1897–1946) régész, művészettörténész, muzeológus, az MTA tagja
- Nagy Béla (1943–) dramaturg
- Nagysándor József (1804–1849) honvéd tábornok, aradi vértanú, utcát neveztek el róla
- Nánási Zoltán (1934–2012) helytörténész, régész
- Novák Anna (1929–2010) színműíró
- Osvát Ernő (1876–1929), a Nyugat folyóirat alapító szerkesztője
- Csengerújfalusi Osváth Tibor (1897–) író, újságíró
- Pálóczy László (1907–?) színművész
- Palotai Boris (1904–1983) József Attila-díjas író
- Pázmány Péter (1570–1637) esztergomi érsek
- Perger János (1791–1838) jogtudós, a Magyar Tudományos Akadémia levelező, majd rendes tagja
- Polgár Lilla (1982–) színművész
- Putnik Bálint (1901–1995) színművész, rendező, igazgató
- Rappaport Ottó (1921–1993) újságíró, színházi rendező, szerkesztő
- Reszegi Lajos (1895-1964) levéltáros
- gr. Rhédey Ferenc (1610–1667) erdélyi fejedelem, parkot neveztek el róla (Rhédey-kert)
- ifj. Rimanóczy Kálmán (1870–1912) építész
- Ritók Lajos (1968-)  grafikus-, festő- és szobrászművész
- Ritoók Zsigmond (1870–1938) orvos, belgyógyász, utcát neveztek el róla
- Rózsa György (1922–2005) könyvtáros, az MTA Könyvtárának főigazgatója és az ENSZ genfi könyvtárának igazgatója
- Rozsos István (1922–1963) színész
- Ruffy Péter (1914–1993) Pulitzer-emlékdíjas újságíró
- Sándor István (1927–2015) kutatóorvos, szakíró, közíró
- Sándor János (1888–1976) orvos és orvosi szakíró
- Simon Zsuzsa (1910–1996) színművésznő
- Sipos Iván (1897–1937) költő, író, újságíró
- Starkné Szilágyi Erzsébet (1935–) középiskolai tanár és könyvszerkesztő
- Straub F. Brunó (1914–1996), az MTA tagja, 1988–89-ben a Magyar Népköztársaság Elnöki Tanácsa elnöke
- Szabó Anikó (1965–) színésznő
- Szabó Béla (1957–) szülész-nőgyógyász szakorvos, egyetemi tanár
- Szabó Lajos (1937–) bábművész, színész
- Szántay János (1922–2007) biokémikus, biokémiai szakíró
- Szász András (1951–) író, újságíró
- Szegő Katalin (1933–2005) filozófus, egyetemi tanár
- Széchenyi Zsigmond (1898–1967) Afrika-utazó
- Széles Anna (1942–) színművésznő
- Szigligeti Ede (1814–1878) színműíró, 1840-től a Magyar Tudományos Akadémia, 1845-től a Kisfaludy Társaság tagja, utcát neveztek el róla
- Szilágyi Dezső (1840–1901) jogász, politikus, igazságügy-miniszter, a képviselőház elnöke, utcát neveztek el róla
- Szilágyi Zsolt (1968–) politikus
- Színi Sebő Zoltán (1907–1961) szobrászművész
- Szirmai László (1905–1929) újságíró, író, költő
- Szombathelyi Blanka (1918–1999) színművésznő
- Sztojánov István (1943–) villamosmérnök, műszaki szakíró, egyetemi tanár
- Szűts Dezső (1869–1926) hírlapíró
- Tauszik Alajos H. József (1904–1992) premontrei rendi szerzetes, egyháztörténész
- Teleki Mihály (1634–1690) gróf, erdélyi kancellár
- Thurzó Sándor (1920–2009) zenetörténész, Nagyvárad egyetlen zenei kutatója.
- Tibor Ernő (1885–1945) festőművész, a holokauszt áldozata
- Tisza Kálmán (1830–1902) miniszterelnök, teret neveztek el róla
- Tolnai Tibor (1932–2009) festőművész, grafikus
- Tolvai Renáta (1991–) énekesnő
- Tóth Andrea (1999–) énekesnő
- Tóth Emese (1966–) közgazdász
- Török Miklós (1946–2013) író, újságíró
- Varga Gábor (1948–) vegyészmérnök, elbeszélő, drámaíró.
- Varga Lajos Károly (1947–) fizikus, fizikai szakíró
- Váradi Balogh László (1916–2014) színművész
- Váradi Péter (1450?–1501?) kalocsai érsek
- Várady Júlia (1941–) operaénekes
- Vesselényi Tibor (1929–2017) közgazdász, mérnök
- Virginás Andrea (1976–) irodalom- és filmesztéta, kritikus
- Wagner Nándor (1922–1997) szobrászművész, festő
- Wellmann György (1946–) Aase-díjas színész
- Wolf Rudolf (1951–2008) történész.
- Zöld Sándor (1913–1951) orvos, belügyminiszter
- Zudor János (1954–2018) költő

## Itt tevékenykedtek vagy tevékenykednek
- Ady Endre itt élt és alkotott (1877–1919) 1900 januárjától 1903 októberéig.
- Balázs Tibor Ph.D., költő, irodalomtörténész
- Baróthy Zoltán magyar és amerikai szabadságharcos, 1867 után települt vissza Nagyváradra.
- Fekete József (1903–1979) szobrász
- Michael Haydn (1732–1806) zeneszerző, Joseph Haydn fivére itt alkotottaz 1760-as évek elején.
- Gál Kinga (1970–) politikus, a Fidesz európai parlamenti képviselője. Tizenhat éves koráig a városban élt családjával.
- Gittai István József Attila-díjas költő, író, újságíró
- Horváth Imre (Margitta, 1906. november 4. – Nagyvárad, 1993. április 11.) költő
- Jósa Piroska (1934) orvos és helytörténetíró
- Jakobovits Miklós (Kolozsvár, 1936. augusztus 9. – Nagyvárad, 2012. december 16.) festőművész
- Juhász Gyula itt tanított 1908 és 1911 között, 1943. március 7-én emléktáblát avattak tiszteletére a Pázmány Péter Premontrei Főgimnázium (ma Mihai Eminescu Főgimnázium) épületében.
- Kabos Gyula (Budapest, 1887. március 19. – New York, 1941. október 6.) itt vált igazán ismert színészé.
- Kalmár Pál dalénekes a Szomorú vasárnap első előadója, a Magyar Királyi Honvéd Hadapródiskolában tanult.
- Károly Iréneusz József (1854. március 6. – 1929. március 13.) fizikus, tanár, városatya, premontrei kanonok, a drót nélküli távíró egyik feltalálója, Nagyvárad egyik legkiemelkedőbb tudósa A Premontrei Főgimnáziumban 33 évig tanított matematikát és fizikát.
- Kovács Apollónia népdalénekesnő, színésznő, 1949 és 1961 között a Nagyváradi Állami Színházban játszott  majd pályáját Magyarországon folytatta.
- Kristófi János (1925 – 2014) festőművész
- Krúdy Gyula (1878 – 1933)  író, hírlapíró, a modern magyar prózaírás kiváló mestere
- Láng Ida (1889–1944) regényíró, publicista, költő
- id. Mayer Zoltán (szül. Belényes, 1909. január 5. – Buda, 1976. december 17.) ügyvéd-közgazdász, többnyelvű szakfordító, Itt töltötte ifjúságát az államosításokig, a Belga Bank alapította, a Belényes-Vaskohi MÁV-vasutat ellátó bányákat és a Váradi Villamos Vasutat tulajdonló Magyar Vasúti Forgalmi Rt. utolsó vezérigazgatója
- Mezey Lajos (1820–1880) festő és fényképész, itt élt és alkotott Szinyei Merse Pál első mestere.
- Miklós Jutka (1884–1976) költő, fényképész, az első világháború alatt fotóműtermet üzemeltetett a városban. Az első világháború alatt fotóműtermet üzemeltetett a városban.
- Mottl Román Pál grafikus (Budapest, 1892. március 25. – Nagyvárad, 1978. január 10.) itt élt, alkotott és itt is hunyt el
- Peuerbach, Georg von matematikus és csillagász (1423. május 30. – 1461. április 8.) a váradi kezdőmeridián bevezetője, alkalmazója
- Sáfrány Lajos magyar pedagógus, református nőintézeti igazgató, pedagógiai szakíró, itt élt 1905-től haláláig
- Szacsvay Imre a Függetlenségi Nyilatkozat egyik aláírója, itt végezte jogi tanulmányait az 1848-49-es szabadságharc egyik kiemelkedő alakja. A mártírhalált szenvedett nemzeti hős Körös-parti bronzszobrát - melyet Margó Ede készített - 1907. március 15-én avatták fel. A szobor felirata:' Csak egy tollvonás volt a bűne.' 1848-ban Váradolaszinak és Újvárosnak volt országgyűlési képviselője, és mint a függetlenségi nyilatkozat szövegezőjét és aláíróját 1849-ben őt is kivégezték. Érdekesség, hogy a debreceni Kossuth-szobor talapzatán szintén megtaláljuk Szacsvay Imre alakját, mely hasonlóképpen Margó Ede alkotása. Utcát is neveztek el róla.

A szobrot 1937 júniusában lebontották, mert híre ment, miszerint a román hatóságok végleg el akarják tüntetni azt. A szobor csak azért kerülte el a vandál pusztítást, mert még időben, szakszerűen bontották el, és a váradi múzeumban raktározták. A bécsi döntést követően, 1942-ben ismét az eredeti helyére állították vissza, ma is ott áll.
- Tabéry Géza (1890–1958) író, újságíró, az Erdélyi Helikon egyik alapítója, az Ady Endre Emlékmúzeum első igazgatója.

### Építészek
- Jakab Dezső (1864–1932)
- Komor Marcell (1868–1944)
- Löbl Ferenc
- id. Rimanóczy Kálmán (1840–1908), utcát neveztek el róla
- ifj. Rimanóczy Kálmán (1870–1912), teret neveztek el róla
- Vágó József (1877–1944)
- Vágó László (1875–1933)

### Egyházi személyek
- Bémer László báró (1784–1862) itt élt néhány évig mint váradi megyés püspök. A dualizmus korában - 1887-ben - Nagyvárad központjában teret is neveztek el.
- Dászkál István (1919–2003) apostoli protonotárius, nagyprépost, székesegyházi kanonok
- Ehrenfels Gáspár Pál (? – 1792) pozsonyi kanonok és a magyarországi elemi iskolák főfelügyelője itt hunyt el.
- Hosszú László dr. (1912–1983) a nagyváradi római katolikus latin szertartású egyházmegye ordináriusa, itt élt 1968–1982 között.Sokat tett a nehéz időkben egyházmegyéje templomainak fennmaradásában, restaurálásában, Szt. László ünnepek, az impozáns, lélekfelemelő magyar ünnep megtartásában, a herma megőrzésében. P.Szőke János tiszteletbeli nagyváradi kanonok segítette külföldről a pénzforrás előteremtésében a templomok felújítására, hogy a plébániák ne omladozzanak, ne semmisüljenek meg.
- Hoványi Ferenc (1816–1871) kanonok, váradhidi prépost, pápai prelátus, Hoványi-dombot nevezték el róla
- Ipolyi Arnold (1823–1886) besztercebányai, majd nagyváradi püspök
- Janus Pannonius, itt volt kanonok és itt alkotta Búcsú Váradtól címmel az első, magyar földön született humanista remekművet.
- Nemecsek József teológiai tanár, nagyprépost, székesegyházi kanonok
- Ópalotai János (?–1996) apát, székesegyházi kanonok
- Rómer Flóris (1815–1889) nagyváradi kanonok
- Schlauch Lőrinc dr. (Laurentius Schlauch von Linden) bíboros, nagyváradi püspök. Az új-aradi születésű egyházi emberről parkot neveztek el (Schlauch-tér/Petőfi park). Temesváron van eltemetve, a Schlauch családi kápolna kriptájában.
- Tempfli József (1931–2016) nyugalmazott nagyváradi megyés püspök, szentjobbi apát
- Vitéz János (1445–1465) itt volt püspök esztergomi érsekké való kinevezéséig, utcát neveztek el róla.
- Sulyok István (1859–1944) református püspök, a Királyhágómelléki református egyházkerület első vezetője.
- Tőkés László (1952–) 1990-2009 között királyhágómelléki református püspök, volt európai parlamenti képviselő, az Erdélyi Magyar Nemzeti Tanács elnöke
- Böcskei László (1965–), a Nagyváradi római katolikus egyházmegye jelenlegi (2008-) püspöke.

## Itt vannak eltemetve
- Berkovits Zsigmond (1834 – 1896. február 9.) orvos.
- Bunyitay Vince (1837–1915) egyháztörténész, az MTA levelező tagja, parkot neveztek el róla (Bunyitay-liget)

### Királyok és királynék
- I. (Szent) László (1046–1095) magyar király, a város főtere az ő nevét viselte (Szent László tér)
- II. István (1101–1131) magyar király
- Fenenna királyné (1276–1295), III. András magyar király első felesége
- Luxemburgi Beatrix (1305–1319), Károly Róbert magyar király felesége
- Erzsébet, Miklós Sándor havasalföldi fejedelem leánya, I. Basarab havasalföldi fejedelem unokája
- I. Mária (1371–1395) magyar királynő
- Luxemburgi Zsigmond (1368–1437) magyar, német és cseh király, német-római császár